# مواد مونوآمینرژیک
مونوآمینرژیک (انگلیسی: Monoaminergic) به معنای «کار بر روی انتقال‌دهنده‌های عصبی مونوآمین» است که شامل سروتونین، دوپامین، نوراپی‌نفرین، اپی‌نفرین و هیستامین می‌شود.
یک داروی مونوآمینرژیک یا مونوآمینرژیک، ماده‌ای شیمیایی است که مستقیماً سیستم‌های انتقال‌دهنده عصبی سروتونین، دوپامین، نوراپی‌نفرین، اپی‌نفرین و/یا هیستامین را در مغز تعدیل می‌کند. مونوآمینرژیک‌ها شامل کاتکول آمینرژیک‌ها (که بیشتر به آدرنرژیک‌ها و دوپامینرژیک‌ها تقسیم می شوند)، سروتونرژیک‌ها و هیستامینرژیک‌ها هستند.
نمونه‌هایی از داروهای مونوآمینرژیک عبارتند از پیش‌سازهای مونوآمین، تعدیل‌کننده‌های گیرنده مونوآمین، مهارکننده‌های بازجذب مونوآمین، عوامل آزادکننده مونوآمین و تعدیل‌کننده‌های متابولیسم مونوآمین مانند مهارکننده‌های مونوآمین اکسیداز.